# 條紋鰕鱂
條紋鰕鱂為輻鰭魚綱鯉齒目鰕鱂科的其中一種。

## 分布
本魚分布於斯里蘭卡的小溪中。

## 特徵
本魚體色為金黃色，側腹部有藍綠色光澤，這些光澤會形成不規則的直條紋。魚頭扁平，紅脣嘴很寬，小背鰭位置較後面。雌魚的背鰭基部則有一條深色斑紋，尾鰭為黃色帶有紅色的點，雄魚的背鰭和臀鰭較尖。體長約9公分。

## 生態
本魚棲息在較淺富有淤泥的淡水溪流或半鹹水的紅樹林沼澤，愛在水面游動，喜歡浮游植物，並把它們作為棲息場所；魚卵產下後大約兩星期孵化，有侵略性，屬肉食性，以蠕蟲、甲殼動物與昆蟲等為食。

## 經濟利用
可作為觀賞魚。